# 裁判員制度違憲訴訟
裁判員制度違憲訴訟（さいばんいんせいどいけんそしょう）は、裁判員制度が日本国憲法の規定に違反するかしないかが争われた裁判。

## 概要
2009年5月31日にフィリピン国籍で神奈川県在住の40代無職女性Xがマレーシアのクアラルンプール国際空港から日本の成田空港に入国した際に、成田空港の税関にスーツケースの二重底に1.9 kgの覚醒剤を隠していたことが発見されたことで、Xは覚醒剤取締法違反及び関税法違反で起訴された。覚醒剤取締法第41条第2項で営利目的覚醒剤輸入罪の法定刑の最高刑が無期懲役であり、裁判員法第2条第1項1号に該当することから裁判員裁判となった。
2010年1月12日に千葉地裁で裁判員裁判による初公判が行われた。検察は冒頭陳述で「スーツケースは被告自身の持ち物で、衣類等の荷物も自分で詰め込んでおり、特別な事情がない限り中身を知ってたはず」と主張した。同年1月13日に千葉地裁の第2回公判で税関職員の男性2名が証人出廷し、「（Xが税関職員の質問に対し）説明を二転三転させた」と証言した。
同年1月14日に千葉地裁の第3回公判で、検察は論告で「初対面の男性からダイヤモンドを運んでほしいという仕事を頼まれることは不自然」と指摘し、成田空港の税関検査で一度も「ダイヤモンドが入っている」とは説明していないこと等を挙げ、「Xの弁解は信用できず、スーツケースの中に覚せい剤等の違法薬物が入っていたと知っていた」と主張し、懲役13年罰金700万円を求刑した。一方でXはスーツケースの中に覚醒剤が入っていたことを知らなかったと主張し、弁護側は「検察の証明は不十分」等として無罪を主張した。
同年1月18日の千葉地裁での裁判員裁判による判決公判で「Xが税関検査でダイヤモンドの密輸だと訴えなかったこと等から、違法薬物と認識していた」としてXに懲役9年罰金400万円の有罪判決を言い渡した。判決後に裁判員を務めた男性3人が記者会見に出席し、40代の男性は「物証が乏しく、わかりにくかった」、30代の男性は「一つ一つ話し合って結論に達した」と話した。Xは控訴するも、2010年6月21日に東京高裁は控訴を棄却。Xは裁判員制度が日本国憲法の諸規定に違反すること等を理由に上告した。
2011年11月16日に最高裁大法廷はXの上告を棄却して有罪判決が確定した。判決理由では、「憲法制定時に欧米諸国では国民の司法参加で裁判の国民的基盤を強化する流れが定着していた」「日本でも大日本帝国憲法下で陪審制が一時期実施された」「大日本帝国憲法の『裁判官による裁判』との表現が日本国憲法では『裁判所における裁判』に改められた」等の点から国民の司法参加は憲法上許されていると判断し、裁判所による裁判を受ける権利を侵害しているとの指摘については「不公平な裁判をする恐れのある人等を裁判員に選ばない仕組みがあり、公平な裁判所による適正な裁判が受けられる」、裁判員の参加が裁判官の独立を侵して人権保障の役割を損なうとの指摘については「（有罪又は重罰寄りの）多数意見の中に少なくとも裁判官1人の意見があることを必要としており、被告の権利保護にも配慮している」、裁判員の職務が憲法の禁じる苦役にあたるとの指摘については「司法参加という点で参政権と同等の権限を与えるもので事態も柔軟に認めている」とそれぞれ指摘した上で、「憲法上、国民の司法参加は禁じられておらず、裁判員制度では公平な裁判所において法と証拠に基づく適正な裁判が行われることが制度的に保障されている」として裁判員制度に合憲判決を下した。